# Sykofant
Betegnelsen sykofant stammer fra græsk sukophantes og læses som en sammentrækning af sukon (figen) og phainein (at fremvise). Det knyttes til et forbud mod at eksportere figner fra Athen. De, der afslørede overtrædelser af forbuddet, kaldtes "sykofanter" ("figenafslørere"). Gradvis blev ordet på græsk en nedsættende betegnelse på den, der involverer sig i retsprocesser udover det, der anses nødvendigt for en rimelig varetagelse af egne interesser. 
I oldtidens Grækenland modtog man penge for at melde andre for forbrydelser. Sykofanter levede af at fabrikere falsk bevismateriale for egen vindings skyld. Sykofanten kunne også slå mønt af den almene påtaleret ved at presse penge af personer, som han på eget initiativ sagsøgte eller truede med at sagsøge.